# Virgin 17 Sessions
Les Virgin 17 Sessions, une coproduction Virgin 17 et Séquence, succèdent en 2009 aux Trabendo Sessions et Street Sessions sur Virgin 17. Ces concerts très privés accueillent un artiste par numéro pour une prestation d'une heure préparée spécialement pour l'émission.

## Artistes invités en "Virgin 17 Sessions"
- Indochine le 27 septembre 2009.
- Féfé le 26 septembre 2009.
- Mickey 3D le 26 septembre 2009.
- BB Brunes le 8 décembre 2009.
- Revolver le 8 décembre 2009.
- Diam's le 9 décembre 2009.